# Kjell Olofsson
Kjell Ove Olofsson (Göteborg, 23 luglio 1965) è un ex calciatore svedese, di ruolo attaccante.

## Carriera
Olofsson cominciò la carriera con le maglie di Warta e Örgryte, prima di passare ai norvegesi del Moss. Giocò poi tre stagioni con gli scozzesi del Dundee United, prima di ritornare al Moss. Successivamente, militò nelle file di squadre norvegesi militanti nelle serie inferiori: Sprint-Jeløy, Askim, Tronvik ed Ekholt. Dal 2010, tornò al Tronvik giocando tra 5. e 4. divisjon.